# Urophyllum ellipticum
Urophyllum ellipticum är en måreväxtart som först beskrevs av Robert Wight, och fick sitt nu gällande namn av George Henry Kendrick Thwaites. Urophyllum ellipticum ingår i släktet Urophyllum och familjen måreväxter. IUCN kategoriserar arten globalt som sårbar.
Artens utbredningsområde är Sri Lanka. Inga underarter finns listade i Catalogue of Life.